# 40.º Batallón de Infantería de la Luftwaffe
El 40.º Batallón de Infantería de la Luftwaffe (40. Infanterie-Bataillon der Luftwaffe o Luftwaffen-Infanterie-Bataillon XL) fue una unidad de la Luftwaffe durante la Segunda Guerra Mundial.

## Historia
Fue formado el 22 de septiembre de 1944 en Zeltweg, con 4 compañías. Para la formación se recurrió a personal de las Escuelas de Observadores de  Artillería 1 y 2 en Hörsching y de la Escuela de pilotos 123 en Graz. Entró en acción bajo el VIII Ejército (?) en Eslovaquia, XVII Comando Administrativo Aéreo. A mediados de octubre de 1944, trasladó a los Países Bajos, y el 20 de noviembre de 1944 fue renombrado II Batallón/18º Regimiento de Paracaidistas.